# Ben Peri
Ben Peri es un ensayista francés que escribe sobre teorías de conspiración. 

## Obras
Ensayo
- Sarkozy et les Maîtres de la Terreur, (2011)
- High Crimes - Volume 1 (2008)
- High Crimes - Volume 2 (2008)
- Stop the Warbiz (2005)
- The Fingerprint Project, (2003)
- La Mondialisation, (2010)
- Banques, le Cancer Mondial, (2011)
- Un grand Projet pour la France, (2011)

Libros juegos
- Testez votre QI Politique (2004)

Panfleto
- L’Empreinte du Diable, (2003)
- Le Grand Procès des banques, (2011)

Poesía
- Je vous aime (2004)